# اینگرید هرینگا
اینگرید هرینگا (هلندی: Ingrid Haringa؛ زادهٔ ۱۱ ژوئیهٔ ۱۹۶۴) دوچرخه‌سوار و اسکیت‌باز سرعت زن اهل هلند بود.
وی در مسابقات کشوری و بین‌المللی در مجموع برندهٔ ۱ مدال نقره، ۲ مدال برنز شده‌است.